# Tržní pramen
Tržní pramen je pátý karlovarský minerální pramen. Nachází se na levém břehu řeky Teplé uprostřed lázeňské části města. Umístěn je na Tržní kolonádě, jeho teplota je 64 °C a vydatnost 4,9 litrů/min. Je volně přístupný.

## Historie
Historické tržiště pod Zámeckou věží je místo, kde již v 16. století stávaly první karlovarské lázně. Též je to jedno z míst, kde se odpradávna objevovaly a opět ztrácely divoké termální prameny. Tržní pramen byl objeven v roce 1838, když zde probíhaly stavební práce. Vyvěral na úpatí Zámecké věže z 15 cm široké trhliny v žíle vřídlovce uzavřené v žule. Od svého prvního záchytu se několikrát ztratil a opět objevil. Pravděpodobně to způsobovaly pukliny v podloží, kvůli kterým mohly unikat plyny. V roce 1840 v důsledku prací na Vřídle zapadl vývěr Tržního pramene tak, že se muselo přepracovat jímání a pečlivě utěsnit všechny okolní menší divoké vývěry. Podobné úsilí bylo nutné v následujících letech ještě několikrát vyvinout, neboť vývěr byl velmi nestálý.
Pramen byl trvale zachycen až po provedení hloubkových vrtů a poté byl jímán v přízemí domu Marktbrunn. V sousedství domu byla roku 1883 postavena dřevěná kolonáda (podle projektu vídeňských architektů Ferdinanda Fellnera a Hermanna Helmera). Roku 1904 byl dům Marktbrunn zbořen (pro poškození velkou povodní roku 1890) a na místě strženého domu byla přistavěna další část dřevěné kolonády, která zastřešila i Tržní pramen. Ten musel však být pod úrovní kolonády, scházelo se k němu po točitém schodišti.

## Současný stav
Pramen vyvěrá ve střední části Tržní kolonády v prostoru půlkruhové apsidy. Je zachycen vrtem v hloubce 38 metrů, což umožnilo jeho vyvedení nad úroveň podlahy kolonády. Dosahuje teploty až 62 °C, má vydatnost 4,9 litrů/min., obsah CO2 je díky vysoké teplotě nižší, 500 mg/litr. Pro pramen je charakteristická intermitence, tedy přerušovaný výtok, způsobovaný silným spontánním proplyněním zdroje.
Kromě Tržního pramene vyvěrají na stejné kolonádě dva další minerální prameny – Karla IV. a Zámecký dolní. Původně míněné provizorium stavby Fellnerovo–Helmerovy kolonády se časem stalo kulturní památkou. V letech 1991–1992 byla pak původní konstrukce Tržní kolonády nahrazena věrnou kopií.